# A un passo da te - Ao haru ride
A un passo da te - Ao haru ride (アオハライド?, Aoharaido) è un manga shōjo scritto e disegnato da Io Sakisaka, serializzato sul Bessatsu Margaret della Shūeisha tra i numeri di febbraio 2011 e febbraio 2015. In Italia i diritti sono stati ceduti alla Panini Comics, che ne ha annunciato l'acquisto al Cartoomics 2013. Una serie di light novel, scritta da Akiko Abe e disegnata da Io Sakisaka, ha avuto inizio il 27 dicembre 2011. Un adattamento anime della Production I.G è stato trasmesso in Giappone tra il 7 luglio e il 22 settembre 2014. Un film live action, basato sulla serie, è stato pubblicato nel dicembre 2014. Un drama-CD è stato incluso nell'edizione limitata del decimo volume del manga, mentre due episodi OAV sono stati distribuiti rispettivamente insieme al volume undici e dodici.

## Trama
Alle scuole medie, Futaba Yoshioka finisce per essere isolata dalle altre ragazze a causa della sua bellezza e popolarità tra i maschi. Inoltre la sfortuna vuole che Futaba, a causa di un malinteso, non riesca neanche a dichiarare propriamente i suoi sentimenti all'unico ragazzo che le sia mai piaciuto: il suo compagno di scuola Kō Tanaka. Ben determinata a cambiare sia la sua immagine sia la sua vita, al liceo la ragazza cerca subito di apparire il meno femminile possibile, in maniera tale da non poter essere invidiata dalle sue nuove amiche. Il piano funziona e, durante questi giorni spensierati, Futaba rincontra Kō, il cui cognome è ora Mabuchi. Tuttavia Kō, pur confessando di aver provato i suoi stessi sentimenti verso di lei quando erano più giovani, le dice che essi ormai fanno parte del passato. Inizieranno dunque peripezie che avvicineranno i due giorno dopo giorno sempre di più, si ritroveranno nella stessa classe ‒ della quale saranno rappresentanti ‒ durante il secondo anno di superiori e formeranno una comitiva di amici insieme a Yūri, Shūko e Aya.

## Personaggi

I protagonisti Kō e Futaba

Futaba Yoshioka (吉岡 双葉?, Yoshioka Futaba)
Doppiata da: Maaya Uchida
Futaba è una ragazzina delle medie che ritiene che i ragazzi siano violenti e rumorosi. Per lei, l'unica persona a costituire un caso a parte è Kō Tanaka, un compagno gentile e composto che attira sempre la sua attenzione. I due col passare del tempo diventano amici, iniziano a provare qualcosa l'uno per l'altra e all'avvicinarsi dell'estate si organizzano per andare al festival estivo insieme. Dopo aver detto a Naitō, amico di Kō, di odiare tutti i ragazzi proprio in prossimità del suo amato, questi inizia a preoccuparsi dell'opinione di lei e, una volta giunto il festival estivo, Kō non si presenta al luogo dell'appuntamento. Non solo: di ritorno dalle vacanze estive, Futaba scopre anche che Kō si è trasferito senza dare alcuna spiegazione, ragion per cui la ragazza si rende finalmente conto di quanto egli le piacesse, rammaricandosi di non averglielo mai detto. Al liceo, Futaba cambia drasticamente: non più femminile e carina, cerca di essere il più rozza possibile in quanto alle medie veniva spesso emarginata dalle altre perché erano gelose della sua popolarità. Ben determinata a farsi degli amici al liceo, Futaba sacrifica quindi la sua vera se stessa per stare in compagnia. Tenace, testarda e appassionata, preferisce essere accettata per quella che non è, piuttosto che non essere accettata per quella che è. Un giorno però, Kō fa ritorno a scuola e i suoi sentimenti per lui riaffiorano. Ciononostante, Futaba si preoccupa che dopo tutto questo tempo lui non sia più innamorato di lei e che magari la veda solo come una cotta del passato. Dopo essersi dichiarata ed essere stata respinta, Futaba decide quindi di andare avanti. Durante questo periodo si avvicina a un ragazzo della classe accanto innamorato pazzo di lei: Tōma Kikuchi, con il quale intraprenderà presto una relazione. In seguito alla gita scolastica, nonostante gli sforzi, si rende conto di provare ancora dei sentimenti per Kō, interrompendo dunque il fidanzamento con Tōma. L'amato le si dichiarerà apertamente e finalmente i due si metteranno insieme. Le sue migliori amiche sono Yūri e Shūko, conosciute durante il secondo anno di superiori.
Kō Mabuchi (馬渕 洸?, Mabuchi Kō)
Doppiato da: Yūki Kaji
Durante le scuole medie, Kō era un ragazzino piuttosto minuto e gentile. Egli sviluppò un legame molto profondo con Futaba grazie a tutte le loro esperienze fatte insieme, ma in seguito si trasferì in un'altra scuola nel bel mezzo di una pausa estiva. Incontrata nuovamente Futaba al liceo, Kō le spiega che non era potuto andare al festival estivo con lei a causa di problemi familiari, tanto che ora il suo cognome non è più "Tanaka", bensì "Mabuchi". Nel corso di questi tre lunghi anni, Kō è diventato più mascolino, sarcastico e scortese. Inoltre egli ha una visione estremamente pessimista circa il suo rapporto col fratello. Sua madre è morta e questo evento lo ha cambiato radicalmente. Nonostante tutte queste controversie, Kō rimane però una persona gentile. Quando Aya va a fargli visita a casa e trova la sua scatola segreta piena dei ricordi delle medie, Kō gli confessa che prova ancora qualcosa per Futaba. Ai suoi occhi, ella è un'eroina, un vero e proprio promemoria dei suoi vecchi giorni felici, quando non aveva ancora sperimentato il trauma dei suoi problemi familiari. È costretto a restare vicino a Narumi, la sua vecchia compagna delle medie a Nagasaki alla quale è appena morto il padre: questo rapporto gli creerà numerosi problemi con Futaba, cosa che lo costringerà a trascurarla e a lasciare che si allontani tra le braccia di un altro ragazzo. Quando è finalmente pronto a dichiararsi all'amica, questi si è già fidanzata con Tōma. Ciononostante, Kō decide di non arrendersi e fa di tutto per conquistarla nuovamente, soprattutto durante la gita scolastica, in cui, gelosissimo, la sottrae la maggior parte del tempo al fidanzato. In seguito a un incidente ‒ subito mentre correva all'appuntamento con Futaba ‒ si dichiara alla ragazza e i due finalmente iniziano una relazione. Il suo migliore amico è Aya, conosciuto durante il secondo anno delle superiori, e alla partenza del fratello il suo cognome tornerà ad essere Tanaka.
Tōma Kikuchi (菊池 冬馬?, Kikuchi Tōma)
Doppiato da: Yoshitsugu Matsuoka
Tōma è un ragazzo dello stesso anno di Futaba, che fa la sua prima apparizione nel capitolo 12. Inizialmente ha una pessima impressione della ragazza, la quale cadendo si aggrappa accidentalmente a lui. Tuttavia più tardi inizia a vederla sotto una luce diversa quando si accorge di quanto lei si senta realmente in colpa riguardo all'incidente. A causa del suo aspetto serio, le sue intenzioni vengono spesso fraintese, tanto che Kō pian piano diventa geloso del suo rapporto con Futaba. I suoi amici lo chiamano "goodie-goodie" oppure "Hasabe", in quanto si comporta sempre in maniera rigida e onesta. Ha un piercing all'orecchio sinistro e ama i vombati. Col passare del tempo si innamora di Futaba e desidera che lei si accorga di lui ma, nonostante ciò, la supporta costantemente e le dà sicurezza come un buon amico. Alla fine non riesce più a trattenere i propri sentimenti verso di lei e le si confessa, chiedendole di uscire. Grazie a ciò, Tōma diventa il fidanzato di Futaba. Durante la gita scolastica gli verranno causati numerosi problemi da Kō, che gli sottrarrà la fidanzata poiché geloso e ancora innamorato di lei. Futaba si accorge di vedere Tōma solo come un amico e per evitare di farlo soffrire ulteriormente lo lascia. Suona in una band assieme ai suoi amici.
Yūri Makita (槙田 悠里?, Makita Yūri)
Doppiata da: Ai Kayano
Introdotta nel primo capitolo, Yūri vive al liceo la stessa situazione in cui si trovava Futaba alle medie. È infatti una ragazza molto carina che, proprio a causa della sua stessa bellezza, viene disprezzata ed emarginata dalla maggior parte delle sue compagne di classe. Tuttavia lei stessa afferma che le cose stanno bene così, in quanto secondo la sua opinione è meglio essere odiati per ciò che si è, piuttosto che essere apprezzati per una maschera. All'inizio del secondo anno Yūri diventa la migliore amica di Futaba e, dopo il corso di leadership della scuola, si prende anche una cotta per Kō, diventando di conseguenza invidiosa dell'intimità tra i due protagonisti nonostante la grande importanza del suo rapporto con l'amica. Dopo che i suoi sentimenti per Kō non vengono ricambiati, Yūri decide alla fine di guardare avanti, tanto che più tardi si fidanza con Uchiyama, uno degli amici di Tōma. Si candida come rappresentante degli eventi durante il secondo anno di superiori.
Shūko Murao (村尾 修子?, Murao Shūko)
Doppiata da: Mikako Komatsu
Proprio come Yūri, Shūko è un altro "lupo solitario". È una ragazza molto bella che tuttavia allontana sempre gli altri con il suo comportamento gelido e che, a causa di diverse brutte esperienze ai tempi delle scuole medie, non riesce più a fidarsi delle ragazze. È innamorata del professor Tanaka, il fratello maggiore di Kō, fin dal suo primo anno al liceo e in particolar modo ha avuto occasione di conoscerlo solo dopo aver frequentato una sessione di orientamento da sola con lui. Più tardi riesce a riacquistare fiducia nei rapporti femminili grazie alla sua amicizia con Yūri e Futaba e così, lasciandosi andare pian piano, diventa anche molto amica di Kō, tanto che Aya in un primo momento pensa erroneamente che lei sia innamorata di lui. Il giorno di San Valentino Aya decide di dichiararle apertamente i suoi sentimenti e i due inizieranno una relazione. Si candida come rappresentante degli eventi durante il secondo anno di superiori.
Aya Kominato (小湊 亜耶?, Kominato Aya)
Doppiato da: KENN
Estroverso e spontaneo, Aya sembra essere l'unico personaggio della serie a non avere problemi sociali. È un tipo molto aperto, premuroso e talvolta anche sciocco. Ha una cotta non corrisposta per Shūko e proprio per questo motivo non sopporta il professor Tanaka. Inizialmente non gli andava a genio nemmeno Kō per il suo legame di fratellanza con Yōichi, ma alla fine i due diventano molto amici. Col passare del tempo la sua rivalità con il professor Tanaka rimane invariata, ma allo stesso tempo riesce ad avvicinarsi sempre di più a Murao. Si dichiara a quest'ultima durante il giorno di San Valentino e i due iniziano una relazione. Da piccolo aveva problemi a integrarsi con i bambini della sua età, poiché lo consideravano una femminuccia. È bravo in matematica, ha una sorella minore e si candida come rappresentante degli eventi durante il secondo anno di superiori.
Yōichi Tanaka (田中 陽一?, Tanaka Yōichi)
Doppiato da: Daisuke Hirakawa
È il fratello maggiore di Kō, più grande di lui di otto anni. Lavora come insegnante di inglese nel liceo di Futaba. Appena entrata al liceo, Futaba era interessata a lui perché le ricordava Kō, ma a quel tempo la ragazza era ancora ignara del loro legame di sangue. Yōichi è a conoscenza della cotta di Shūko nei suoi confronti, ma respinge sempre le sue avances, dicendole che non la potrà mai vedere diversamente da una semplice studentessa. Tuttavia non esita ad aiutare Shūko nei momenti del bisogno ed è sempre felice quando si accorge che lei riesce ad andare d'accordo con i suoi compagni. Si diverte a stuzzicare Aya con la loro rivalità scherzosa verso la ragazza e spesso dà consigli a Futaba ogni volta che si sente insicura riguardo a se stessa o a Kō. Più tardi si scopre che in realtà prova effettivamente qualcosa per Shūko, in quanto rivela ad Aya che ha sempre sperato che qualcuno migliore di lui si gettasse ai piedi della ragazza prima che egli perdesse il controllo dei propri sentimenti verso di lei. Lascerà l'incarico di professore per dedicarsi a ciò che gli è sempre piaciuto: partirà dunque per l'America.
Yui Narumi (成海 唯?, Narumi Yui)
Doppiata da: Mitsuki Takahata
Una compagna di classe di Kō delle scuole medie. Suo padre si trovava nello stesso ospedale della madre di Kō, ragion per cui i due ebbero così modo di conoscersi. Il padre di Yui è morto di recente e perciò Kō si tiene in contatto con lei più frequentemente. Ciò all'inizio scatena la gelosia di Futaba, ma poi Kō stesso afferma che sta solo aiutando un'amica perché lui può capire ciò che lei sta passando. Tuttavia, dopo aver appreso l'interesse di Kō per Futaba, Aya esprime la sua preoccupazione riguardo all'eccessiva intimità tra lui e Yui, ritenendo che in questo modo lui stia solo mettendo a dura prova il suo rapporto con la ragazza che ama. Dopo essere andata al festival culturale della scuola, Yui si accorge della vicinanza tra Futaba e Kō, e nel capitolo 22 si scopre che lei prova ancora qualcosa per quest'ultimo. A causa sua i due si allontaneranno, salvo poi riavvicinarsi nel momento in cui Kō troverà il coraggio di interrompere ogni rapporto con lei.

## Media

### Manga
Il manga, scritto e disegnato da Io Sakisaka, è stato serializzato sulla rivista Bessatsu Margaret della Shūeisha tra il numero di febbraio 2011 e quello di febbraio 2015. I vari capitoli sono stati raccolti in tredici volumi tankōbon, che sono stati pubblicati tra il 13 aprile 2011 e il 25 maggio 2015. In Italia la serie è stata edita dalla Panini Comics, sotto l'etichetta Planet Manga, tra il 19 settembre 2013 e il 10 settembre 2015.

#### Volumi
| Nº | Data di prima pubblicazione                | Data di prima pubblicazione                                                         | Data di prima pubblicazione |
| Nº | Giapponese                                 | Giapponese                                                                          | Italiano                    |
| -- | ------------------------------------------ | ----------------------------------------------------------------------------------- | --------------------------- |
| 1  | 13 aprile 2011                             | ISBN 978-4-08-846647-7                                                              | 19 settembre 2013           |
| 2  | 25 agosto 2011                             | ISBN 978-4-08-846690-3                                                              | 21 novembre 2013            |
| 3  | 22 dicembre 2011                           | ISBN 978-4-08-846731-3                                                              | 23 gennaio 2014             |
| 4  | 13 aprile 2012                             | ISBN 978-4-08-846759-7                                                              | 20 marzo 2014               |
| 5  | 24 agosto 2012                             | ISBN 978-4-08-846818-1                                                              | 22 maggio 2014              |
| 6  | 25 dicembre 2012                           | ISBN 978-4-08-846869-3                                                              | 17 luglio 2014              |
| 7  | 25 aprile 2013                             | ISBN 978-4-08-845028-5                                                              | 18 settembre 2014           |
| 8  | 23 agosto 2013                             | ISBN 978-4-08-845085-8                                                              | 20 novembre 2014            |
| 9  | 10 gennaio 2014                            | ISBN 978-4-08-845151-0                                                              | 22 gennaio 2015             |
| 10 | 23 maggio 2014 (ed. regolare & limitata)   | ISBN 978-4-08-845211-1 (ed. regolare) ISBN 978-4-08-908208-9 (ed. limitata con CD)  | 19 marzo 2015               |
| 11 | 25 agosto 2014 (ed. regolare & speciale)   | ISBN 978-4-08-845256-2 (ed. regolare) ISBN 978-4-08-908214-0 (ed. speciale con OAV) | 21 maggio 2015              |
| 12 | 12 dicembre 2014 (ed. regolare & speciale) | ISBN 978-4-08-845314-9 (ed. regolare) ISBN 978-4-08-908235-5 (ed. speciale con OAV) | 16 luglio 2015              |
| 13 | 25 maggio 2015                             | ISBN 978-4-08-845389-7                                                              | 10 settembre 2015           |

### Light novel
La serie di light novel è stata scritta da Akiko Abe con le illustrazioni di Io Sakisaka. Il primo volume è stato pubblicato dalla Shūeisha, sotto l'etichetta Cobalt Series, il 27 dicembre 2011 ed entro il 2 giugno 2015 ne sono stati messi in vendita sei in tutto.
| Nº | Data di prima pubblicazione | Data di prima pubblicazione | Data di prima pubblicazione |
| Nº | Giapponese                  | Giapponese                  |                             |
| -- | --------------------------- | --------------------------- | --------------------------- |
| 1  | 27 dicembre 2011            | ISBN 978-4-08-601602-5      |                             |
| 2  | 1º agosto 2012              | ISBN 978-4-08-601660-5      |                             |
| 3  | 1º marzo 2013               | ISBN 978-4-08-601712-1      |                             |
| 4  | 27 dicembre 2013            | ISBN 978-4-08-601782-4      |                             |
| 5  | 29 novembre 2014            | ISBN 978-4-08-601841-8      |                             |
| 6  | 2 giugno 2015               | ISBN 978-4-08-601864-7      |                             |

### Anime
La serie televisiva anime, diretta da Ai Yoshimura e prodotta dalla Production I.G, è andata in onda sulla Tokyo MX dal 7 luglio al 22 settembre 2014. Le sigle di apertura e chiusura sono rispettivamente Sekai wa koi ni ochiteiru (世界は恋に落ちている? lett. "Il mondo si sta innamorando") di CHiCO with HoneyWorks e Blue (ブルー?, Burū, lett. "Blu") dei Fujifabric; un'insert song dal titolo I will è stata composta appositamente per la serie dalla band Chelsy. In America del Nord i diritti sono stati acquistati dalla Sentai Filmworks, mentre gli episodi sono stati trasmessi in streaming, in contemporanea col Giappone, da Crunchyroll. L'edizione speciale dell'undicesimo volume del manga è stata pubblicata il 25 agosto 2014 con in allegato un OAV, mentre quella del dodicesimo è stata venduta il 12 dicembre 2014 insieme a un tredicesimo episodio inedito dell'anime.

#### Episodi
| Nº | Titolo italiano (traduzione letterale) Giapponese 「Kanji」 - Rōmaji | In onda           | In onda |
| Nº | Titolo italiano (traduzione letterale) Giapponese 「Kanji」 - Rōmaji | Giapponese        |         |
| 1  | Pagina.1 「PAGE.1」 | 7 luglio 2014     |         |
| 1  | È una giornata di pioggia e Futaba Yoshioka, una studentessa delle medie, si ripara all'entrata di un tempio dove incontra Kō Tanaka, il suo compagno di scuola di cui è innamorata. I due ragazzi sono molto timidi, ma alla fine riescono a vincere il proprio imbarazzo e a rivolgersi la parola, avvicinandosi pian piano l'uno all'altra. Qualche giorno dopo Kō si organizza con Futaba per andare al festival estivo insieme a lei, ma la ragazza è molto popolare e un altro studente le chiede subito se la notizia è vera. Futaba risponde in malo modo e si lascia sfuggire che è proprio questo il motivo per cui odia tutti i maschi, frase che sfortunatamente sente anche Kō, il quale non solo non si fa vedere al loro appuntamento, ma si trasferisce anche in un'altra scuola. Passano gli anni e al liceo Futaba cambia la sua immagine in una ragazza poco femminile e grezza, riuscendo così sia ad evitare le attenzioni dei maschi che a non far invidiare le sue compagne di classe per la sua bellezza naturale. Tuttavia un giorno Futaba si accorge che a scuola c'è un ragazzo col cognome "Mabuchi" molto simile a Kō e, sulla via del ritorno a casa, lo incontra proprio allo stesso tempio di quella giornata di pioggia. Il ragazzo, che si rivela essere un Kō dall'aspetto e dalla voce più maturi, le dice che ha cambiato cognome e non solo: è sempre stato innamorato di lei ma questi suoi sentimenti fanno ormai parte del passato. La storia d'amore di Futaba sembra quindi andare in frantumi ancor prima di cominciare, ma proprio il giorno dopo Kō difende la ragazza da un malinteso e sembra preoccuparsi per lei e per le sue false amicizie, segno che forse non tutto è perduto.                                                            |                   |         |
| 2  | Pagina.2 「PAGE.2」 | 14 luglio 2014    |         |
| 2  | Yūri Makita, una compagna di classe di Futaba, viene isolata dalle altre ragazze per la sua popolarità con i maschi, proprio com'era accaduto alla protagonista durante le medie. Le stesse amiche di Futaba cominciano a sparlare di Yūri e della sua bellezza, ma la ragazza, pur ricordandosi degli avvertimenti di Kō sulle sue "false amicizie", preferisce non controbattere nulla per non rimanere sola. Poco dopo Futaba va a prendere dei documenti in sala professori e, lungo il tragitto, si accorge che Yūri trascorre in pieno inverno la pausa pranzo da sola nel cortile della scuola. Futaba ovviamente si preoccupa per lei e Yūri, felice di essere stata avvicinata finalmente da un'altra ragazza, la ringrazia per la sua gentilezza e le regala un ciondolo per cellulare. Al suo ritorno in aula, le amiche di Futaba notano il ciondolo e ricominciano a sparlare di Yūri, ma stavolta la ragazza non riesce a trattenersi e le rimprovera per il loro atteggiamento. Sebbene Yūri assista a tutta la scena e le sia grata per aver preso le sue difese, Futaba si va a nascondere in un angolo della scuola in preda alla tristezza per aver appena perso le uniche amicizie che era riuscita a costruirsi al liceo. Kō, di passaggio nei corridoi, cerca di consolarla e, quando passano altri studenti, copre il suo volto col petto per evitare che qualcuno veda le sue lacrime. A fine anno Futaba decide di scusarsi con le sue amiche per le parole troppo dure che le aveva rivolto durante il litigio e, poco dopo, lei e Yūri stringono finalmente un'amicizia. Tornata ad essere se stessa, Futaba si rende conto che tutto ciò è accaduto grazie a Kō e, prima di tornare a casa da scuola, sente l'irrefrenabile impulso di volerlo vedere.               |                   |         |
| 3  | Pagina.3 「PAGE.3」 | 21 luglio 2014    |         |
| 3  | Futaba trova Kō all'entrata della scuola ed è proprio in questa occasione che scopre il suo legame di sangue col professore Yōichi Tanaka, suo fratello maggiore di otto anni più grande. Yōichi capisce subito che tra i due c'è un qualche tipo di relazione e, quando viene a sapere che l'amica del fratello si chiama Futaba Yoshioka, si ricorda che Kō aveva scritto quel nome su un quaderno diversi anni prima. Realizzando il pericolo, Kō scappa via prima che Yōichi possa dire qualcosa e si porta Futaba con sé. Durante il cammino, Futaba si incuriosisce sulla vita personale di Kō e questi le risponde che ormai vive da solo a casa della madre, mentre il fratello si è trasferito. Il ragazzo ne approfitta anche per scusarsi di non essersi presentato al loro appuntamento delle medie e le spiega che, sebbene fosse venuto a conoscenza del suo odio per i maschi, voleva incontrarla lo stesso, ma proprio in quel periodo la situazione in casa degenerò e in seguito fu costretto persino a cambiare scuola. All'inizio dell'anno scolastico successivo, Futaba decide di ricominciare tutto da zero e farsi tante amicizie nella sua nuova classe, dove individua subito Yūri e, con suo grande stupore, anche Kō. Tuttavia le cose non vanno come previsto, in quanto la cattiva nomea di Yūri e Futaba diventa subito il pettegolezzo delle loro compagne di classe. Sotto consiglio di Yōichi, Futaba decide allora di cambiare il suo destino con la forza e si propone come rappresentante di classe. Kō la aiuta candidandosi a sua volta come rappresentante di classe maschile, mentre per il comitato degli eventi si offrono volontari Yūri ed altri due compagni di classe particolari, Shūko Murao ed Aya Kominato.                                   |                   |         |
| 4  | Pagina.4 「PAGE.4」 | 28 luglio 2014    |         |
| 4  | Kō e Futaba si dirigono insieme al corso di leadership per i rappresentanti di classe e i comitati degli eventi. Tuttavia i due non riescono a raggiungere il pullman della scuola in tempo, ragion per cui, una volta giunti a destinazione, sono costretti a scusarsi con i professori e a scrivere una lettera di scuse in giornata. Le cose non vanno bene nemmeno durante la pausa pranzo, quando Shūko litiga con Kō per aver messo in difficoltà suo fratello Yōichi e Yūri prende in antipatia Aya per un piccolo malinteso. Futaba cerca allora di far collaborare il gruppo rispondendo insieme a un questionario della scuola, ma gli altri si ostinano a non prestarle attenzione e alla fine il foglio viene lasciato in bianco. Più tardi i professori fanno leggere le risposte ai rappresentanti di classe e Kō, per coprire Futaba, si inventa qualcosa sul momento. Futaba rimane colpita dalla facilità con cui Kō riesce a fare ogni cosa e, di sera, la ragazza si deprime sulla sua lettera di scuse per non essere brava come lui. Kō le va a fare compagnia e cerca di consolarla, ma i due finiscono per litigare dopo che Futaba gli chiede che cosa lo ha cambiato in tutto questo tempo. La mattina successiva, mentre Futaba tiene il broncio a Kō, Yūri vede per caso Shūko che cerca in tutti i modi di farsi notare da Yōichi. Alla fine il professore, messo in difficoltà, ordina alla ragazza di tornare dagli altri e Shūko, triste per essere stata respinta, si allontana, ma non prima di essersi accorta di Yūri. Nel frattempo Kō salva Futaba da una brutta situazione e la protagonista, dopo essersi riappacificata con lui ed aver saputo che non è fidanzato, si chiede perché ogni parola del ragazzo riesca a renderla triste o felice.          |                   |         |
| 5  | Pagina.5 「PAGE.5」 | 4 agosto 2014     |         |
| 5  | Futaba sfrutta la gara di orienteering organizzata dalla scuola per far andare d'accordo il gruppo e i cinque, dopo aver accumulato subito un po' di punti, iniziano ad eccitarsi quando vengono a sapere che sono i favoriti per la vittoria. Aya prende quindi il controllo della situazione e, senza guardare la mappa, riesce a guidare i suoi compagni attraverso il bosco fino ai vari checkpoint, sinché non accumulano tutti gli indizi necessari per trovare il punto d'arrivo. Yūri, unendo nel modo giusto le sillabe raccolte, capisce che esse indicano "il lago più grande", ecco perché i ragazzi si precipitano subito verso il traguardo. Tuttavia, non avendo usato la mappa sin dall'inizio, il gruppo perde ben presto il senso dell'orientamento, fino a quando, di pomeriggio, rimangono tutti sfiniti senza sapere più dove andare. Siccome Futaba sente il rumore di un fiume provenire dalle vicinanze, Kō controlla la mappa e propone allora agli altri di attraversarlo per raggiungere il limite del bosco prima che si faccia buio. Tutti quanti sono d'accordo con lui, ma durante la traversata Yūri rimane paralizzata dalla paura e solo Kō riesce a calmarla sostenendola. Dopo ore di cammino, il gruppo si riunisce finalmente con gli insegnanti, e i ragazzi, nonostante siano diventati ultimi, esultano per avercela fatta tutti insieme. Quella stessa notte Futaba vede Kō uscire dall'edificio per ammirare l'alba e, dopo aver chiamato anche gli altri tre compagni, tutto il gruppo si gode lo spettacolo, sentendosi unito più che mai. Il giorno dopo Futaba, proprio quando si rende conto di essersi innamorata anche di questo nuovo Kō, riceve purtroppo un messaggio di Yūri dove la ragazza le rivela di essersi presa una cotta per lui. |                   |         |
| 6  | Pagina.6 「PAGE.6」 | 11 agosto 2014    |         |
| 6  | Yūri chiede a Futaba se anche lei è interessata a Kō oppure se è solo una sua impressione. Futaba le risponde di riflesso che non potrebbe mai essersi innamorata di un tipo del genere e, così facendo, decide di rendere evidente il suo disinteresse per il ragazzo il più possibile, tanto che in classe sfrutta subito un'occasione per parlare male di lui. Sfortunatamente Kō sente tutto, ma non dà troppo peso alle parole di Futaba, come se sapesse che stesse fingendo. Alla fine della giornata scolastica i rappresentanti ricevono il compito di scrivere una relazione sul corso di leadership e Futaba, non volendo rimanere da sola insieme a Kō, gli dice di non preoccuparsene e di tornarsene pure a casa. Tuttavia Kō si rifiuta di scaricare tutto il lavoro su di lei e, anzi, alla fine è proprio lui a dover scrivere una relazione per entrambi. Anche stavolta Futaba viene colta alla sprovvista dalla gentilezza del ragazzo, ma appena lo guarda non può fare a meno di ricordarsi dell'espressione felice di Yūri. Una volta finito di compilare i documenti, Futaba li va a consegnare da sola nella sala professori, ma poco dopo la ragazza ritrova Kō all'uscita della scuola che la aspetta per fare la strada del ritorno insieme. A questo punto Futaba non resiste più e perciò decide di far scegliere proprio a Kō se lei debba amarlo o meno: mentre il treno di ritorno è in partenza, Futaba dice a Kō di aver dimenticato qualcosa in classe e poi chiude gli occhi nella speranza che lui rimanga al suo fianco anche in questa occasione. Quando li riapre, Futaba ammette di aver sempre saputo che Kō non l'avrebbe mai potuta lasciare da sola in una situazione del genere e che in realtà lei non può fare a meno di amarlo.                |                   |         |
| 7  | Pagina.7 「PAGE.7」 | 18 agosto 2014    |         |
| 7  | Mentre aspettano il prossimo treno, Kō si accorge del profumo dello shampoo di Futaba e così la protagonista si ricorda delle parole di Yūri sul fatto che sia normale per una ragazza il voler sembrare il più carina possibile ai maschi. Sulla strada del ritorno a casa, Futaba decide allora di comprarsi uno shampoo nuovo di qualità migliore, ma appena uscita dal supermercato la ragazza incontra una sua vecchia conoscenza, la sua ex-migliore amica delle medie Yumi, la quale era innamorata di un altro studente della loro scuola di nome Naitō. A Futaba tornano in mente così i brutti ricordi del passato, quando anche Yumi, l'unica ragazza che le rivolgeva ancora la parola a scuola, un giorno si allontanò da lei senza spiegarle nulla. È proprio grazie a questo incontro, però, che Yumi trova finalmente l'occasione per scusarsi con Futaba e per rivelarle che una ragazza le aveva fatto sapere che anche lei era innamorata di Naitō, tanto che poco dopo li vide infatti insieme che parlavano da soli durante una pausa pranzo. Futaba capisce allora che Yumi si era semplicemente fatta un'idea sbagliata e le spiega quindi che in realtà non era minimamente interessata a Naitō, bensì era innamorata di un altro ragazzo. Dopo aver salutato Yumi piuttosto depressa, Futaba riflette sul fatto che essere innamorate dello stesso ragazzo può rovinare facilmente le amicizie e, sebbene voglia comunque parlarne con Yūri, alla fine passano i giorni senza che trovi davvero il coraggio di farlo. Dopo che Kō le fa sapere che Yūri è preoccupata per lei e per il suo comportamento strano, Futaba decide una volta per tutte di essere onesta con lei, anche a rischio di perdere la sua amicizia.                                                |                   |         |
| 8  | Pagina.8 「PAGE.8」 | 25 agosto 2014    |         |
| 8  | Dopo scuola Futaba accetta di andare in un locale insieme a Yūri con l'intenzione di rivelarle la verità riguardo ai propri sentimenti verso Kō. La sfortuna vuole però che Yūri invita anche Shūko per stringere ancora di più i rapporti anche con lei e così Futaba, sebbene sia imbarazzata, decide comunque di trovare il coraggio per parlare dell'argomento. Una volta giunti al locale, Futaba confessa finalmente i suoi sentimenti per Kō a Yūri, la quale apparentemente prende la cosa alla leggera e le dice che qualsiasi cosa accada non ci dovranno essere risentimenti da ambo le parti. Tuttavia Futaba, dopo che Yūri torna dal bagno, si accorge del rossore dei suoi occhi e capisce così di averla ferita in qualche modo. Siccome Shūko teme che tra le due possano nascere delle incomprensioni, la ragazza rivela allora a Futaba che lei invece è innamorata del professor Tanaka e che Yūri sapeva già tutto, ma non le aveva detto niente perché è una buona amica. Shūko inoltre le ringrazia per aver confidato i loro sentimenti anche a lei e le dice che, se mai una delle due dovesse fidanzarsi con Kō, lei rimarrà sempre dalla parte di entrambe. Sollevata, più tardi di ritorno a casa Futaba vede accidentalmente Kō che si dirige a un incontro con dei ragazzi più grandi di lui. Preoccupata che possa cacciarsi in qualche guaio, Futaba lo rimprovera quindi davanti ai suoi amici con una scusa e, quando uno dei ragazzi chiede a Kō se ci può provare con lei, questi se ne va subito via indignato. Futaba lo insegue e alla fine i due passano la serata distesi sull'erba, finché Kō le dice che non dovrebbe mai sottovalutare i maschi e che dovrebbe imparare piuttosto a stare più attenta.                                               |                   |         |
| 9  | Pagina.9 「PAGE.9」 | 1º settembre 2014 |         |
| 9  | Futaba racconta a Yūri di aver scoperto che Kō passa buona parte delle sue serate a perdere tempo, ecco perché Shūko le rivela che Kō poco prima era stato addirittura rimproverato da Yōichi proprio per i suoi voti bassi. Futaba allora difende Kō dicendo che probabilmente ha un buon motivo per comportarsi in questa maniera, ma la ragazza non si dà per vinta e anzi decide di aiutarlo in qualche modo. Proprio in quel momento però Yūri si accorge che Futaba ha ricominciato a truccarsi per apparire il più carina possibile a Kō, cosa che poi sfortunatamente non accade in quanto questi più tardi le dice che il trucco non le si addice per niente. Tuttavia, così facendo, Yūri si rende conto che tra i due c'è qualcosa di più di una semplice amicizia, come se avessero una certa intesa che le esclude a priori ogni possibilità di vittoria in questo scontro sentimentale. Persa nei suoi pensieri, Yūri viene quindi colta alla sprovvista da Yōichi, il quale capisce che è preoccupata per suo fratello e le dice che Kō è sempre stato abituato a tenersi tutto dentro, ma la differenza è che ora ha dei veri amici dalla sua parte. Yūri decide allora di fare qualcosa per lui e così la ragazza si organizza con Futaba, Shūko ed Aya per andare a casa sua durante il fine settimana per aiutarlo con un gruppo di studio. Inizialmente infastidito dall'iniziativa, Kō alla fine si lascia andare e comincia a studiare con gli altri, ma quando lui e Futaba si avvicinano un po' troppo, Yūri si fa prendere dalla gelosia e con una scusa scende con lui al piano di sotto. Quando Futaba li raggiunge per dargli una mano, la ragazza capisce subito dall'atmosfera che in quei pochi istanti deve essere successo qualcosa.                            |                   |         |
| 10 | Pagina.10 「PAGE.10」 | 8 settembre 2014  |         |
| 10 | Dopo aver ricominciato a studiare, Aya rimane sorpreso dall'intelligenza di Kō, il quale capisce ogni argomento piuttosto velocemente. Siccome Kō afferma però che non studia perché non ne ha bisogno, Yūri interviene subito dicendo che se davvero lasciasse gli studi in futuro se ne pentirebbe sicuramente. Aya, spensierato come al solito, alleggerisce quindi l'atmosfera ricordando all'amico che, nel caso in cui avesse dei debiti, non potrebbero passare le vacanze estive insieme e così Kō, dopo averci riflettuto un po' su, accetta di studiare insieme a loro anche qualche altra volta. Di ritorno a casa, Futaba non riesce a tenere a freno la curiosità e chiede a Yūri cos'è successo tra lei e Kō, senza scoprire però nulla. A questo punto Futaba decide allora di tornare a casa di Kō per chiederglielo di persona, ma anche stavolta la risposta tarda ad arrivare. Sotto insistenza di Futaba, Kō le dice alla fine che Yūri è solo venuta a sapere della morte di sua madre, ma che probabilmente non gliene ha voluto parlare per rispetto nei suoi confronti. Capendo di essere stata un'insensibile, Futaba inizia di conseguenza a piangere e, quando Kō la consola, gli chiede se ha davvero intenzione di lasciare la scuola. All'arrivo di Yōichi, Kō ne approfitta per uscire e lasciare il compito a suo fratello di accompagnare Futaba a casa. In questa occasione Yōichi spiega quindi a Futaba che Kō è ancora un bravo ragazzo, a differenza di lui che non è stato in grado di supportare la madre quando questi stava per morire. Il giorno dopo Futaba decide di scusarsi con Yūri per aver provato un'invidia tanto forte nei suoi confronti e così, dopo essersi chiarite, l'amicizia tra le due diventa ancora più solida.                   |                   |         |
| 11 | Pagina.11 「PAGE.11」 | 15 settembre 2014 |         |
| 12 | Pagina.12 「PAGE.12」 | 22 settembre 2014 |         |

## Accoglienza
Il manga ha venduto 5.84 milioni di copie entro il 9 maggio 2014.

## Cast live action
- Tsubasa Honda
- Masahiro Higashide
- Yua Shinkawa
- Ryō Yoshizawa
- Futaba Yoshioka
- Izumi Fujimoto
- Mitsuki Takahata
- Yudai Chiba
- Yu Koyanagi
- Yuri Makita
- Airi Tazume
- Mizuki Itagaki
- Fukiko Hara